# Il mascalzone
Il mascalzone (Villain) è un film del 1971 diretto da Michael Tuchner.

## Trama
Il capo di una banda londinese prepara una rapina a un furgone portavalori.